# 4 juin 1902
Le mercredi 4 juin 1902 est le 155e jour de l'année 1902.

## Naissances
- Alexander Engel (mort le 25 juillet 1968), acteur allemand
- Charles Moureaux (mort le 2 août 1976), politicien belge
- Endre Illés (mort le 25 juillet 1986), écrivain et traducteur hongrois
- Harry Beck (mort le 18 septembre 1974), dessinateur industriel britannique
- Laurent Guerrero (mort le 27 octobre 1937), chef-pilote dans l'Aéropostale
- Richard Allen (mort le 1er janvier 1969), joueur indien de hockey sur gazon

## Décès
- Emil Lugo (né le 24 juin 1840), peintre allemand
- José María Químper (né le 9 septembre 1828), homme politique péruvien
- Maubant (né le 23 août 1821), acteur français
- Mohamed Larbi Zarrouk (né le 29 octobre 1822), homme politique tunisien